# Mesterséges raj
A méhcsaládok rajképzéssel szaporodnak, de ez mindegyik utódcsalád számára kockázatos. A természetes rajok csak kis igényű méhész számára megfelelőek, mert nem lehet tervezni; méretük, idejük és számuk nem szabályozható. A rajzóhajlam minden családban benne van, de a nagyobb rajzóhajlamútól több rajra lehet számítani, pedig az erős rajzóhajlam rossz a termelő méhészeteknek. Előnye, hogy kevés szakértelmet igényel, nem kell anyásítani, és építő hajlama is kitűnő.
A természetes raj hátrányaival szemben a mesterséges raj szabályozható, de csak akkor épít jól, ha sok benne a fiatal. Ez nem minden módszer esetén biztosítható. Külön anyásítani kell.  A művelet sikere a méhész szakértelmétől is függ. A módszerek közül ki lehet választani azt, ami ott és akkor a legalkalmasabb. Veszélye, hogy a kezdő annyira szétoszthatja a családokat, hogy túlélésük kétségessé válik. A család akkor alkalmas a rajképzésre, ha legalább a fészkét sűrűn elfedi, mert akkor rajzásra érett.
A mesterséges raj további előnyei:
- Megelőzi a rajzást, így a család nem veszít időt és az elvehető fölöslege sem csökken
- Nem kell lesni, befogni a rajt
- Gyenge rajzóhajlamú családból is készülhet
- Több családból is készülhet
- A főhordás végén a népességfölösleg áttelepítése

## Készítése
Mesterséges raj sokféleképpen készíthető.
A siker feltétele, hogy sok fiatal legyen a rajban, ahogy a természetes rajban fiatal többség van. Ha főhordás előtt készül, akkor a raj, ha utána, akkor az anyacsalád boldogul jobban. Termelő méhészetekben többnyire főhordás utáni időpontot választanak, mert addigra a népesség túl nagyra duzzadt. Csak akkor választanak főhordás előtti időpontot, ha természetes rajzást akarnak megelőzni. Bölcsővel vagy akár petéző anyával is anyásítható, akár egy jobb családból, de a rajzásra készülő családtól is lehet anyabölcsőt menteni.

### Fészkes osztottraj
Az osztottraj kettéosztással, más néven megosztással készül. A fiasításos lépeket egyenlően elosztják úgy, hogy az anya ne kerüljön a rajhoz. A rajhoz inkább fedett fiasítást tesznek. Az anyabölcsőket eltávolítják, ha nem azokból akarnak anyát a rajnak. Élelemként adnak nekik mézes-virágporos keretet, és építésre műlépeket. Ügyelni kell arra, hogy a fiasítás egyben legyen. Szükség esetén még lehet hozzá méheket rázni. A rajt 3-4 napig itatni kell. Ha bölcsővel anyásították, akkor az anyát leghamarabb két hét múlva lehet ellenőrizni. Lehet anyásítani érett bölcsővel vagy petéző anyával is, de ekkor azt másnap már be kell adni. Az anyacsaládtól a rajzás megelőzésére elveszik az anyabölcsőket. Az elvett lépek helyett műlépeket vagy üres lépeket adnak.
Ideje rendszerint a főhordás végén van, gyakran össze is kapcsolják a pergetéssel. Legjobb, ha a műveletet a méhek élénk repkedésekor hajtják végre, mert akkor kevés gyűjtőméh van otthon, akik aztán a rajtól visszaszállnak az anyacsaládhoz. Az érvágás nagy, ezért sem az anyacsaládtól, sem a rajtól nem lehet abban az évben több fölöslegre számítani. A módszer egyszerű és gyors, de csak akkor használható, ha a család a mézkamrát is sűrűn borítja, különben előfordulhat, hogy mindkét utódcsaládot támogatni kell az év hátralevő részében.
Többnyire akkor használják, ha:
- a család mérete miatt rajzástól kell tartani
- gyorsan és nagyban kell szaporítani
- már nem várnak több mézet a családtól

### Böngészettraj
A kettéosztás művelete nagy érvágás a családnak. Ezen segít a böngészés, vagyis az, hogy a méheket és a lépeket több családtól szedik össze. Vigyázni kell, hogy az anyák ne kerüljenek a rajhoz. A rajhoz kerülő méheket alaposan meg kell füstölni, vagy megfröcskölni híg cukros vízzel, különben összeveszhetnek. A fias lépeket egy fészekbe kell helyezni. Hozzásöpréssel a népesség kiegészíthető. A további kezelés az osztottrajhoz hasonló.
A böngészettraj készítésekor figyelembe kell venni a méhlegelőt és a családok méretét. A raj akár azonnal termelésre is kész lehet, és a családok sem veszítenek sokat. Egy családtól akár csak egy-két keretet is el lehet venni. A raj összetétele: legalább 3-4 fiasításos keret a rajta levő méhekkel, legalább egy jó virágporos-mézes lép, szükség szerint hozzárázott méhek és még néhány műlép. Kis lépekből kétszer annyi kell.
Nagyobb kockázata nincs, és alkalmas a főhordás után munka nélkül maradt méhek hasznosítására. A raj méretétől függően még akkor is boldogulhat, ha későn készült. Egy nap alatt elvégezhető, ezért vándortanyán is alkalmas.

### Söpörtraj
A rajt lépek nélkül alkotják meg. A méheket több családból söprik össze egy ládába. Először anyásítják, majd kaptárba telepítik őket. A rajt etetni kell. Örösi a rajszállító ládát tartja a legjobbnak, de megfelel rakodókaptár alja vagy kas is, amit ritka szövésű kendővel kötnek be. A rajszállítóhoz tölcsér szükséges, a többibe a méhek anélkül is besöpörhetők. A gyűjtőláda legyen jól zárható és szellőzzön jól.
A rajban fiatal többségnek kell lennie. Ezt biztosítja, ha nagyrészt fiasításos lépekről söprik le őket. Először ellenőrizni kell, hogy az anya ne legyen közöttük, majd megfüstölni, és a gyűjtőbe söpörni. Amíg a következő család sorra nem kerül, addig a gyűjtőt be kell zárni. Ha kívánt súlyú rajt kell összeállítani, akkor a súly mérleggel ellenőrizhető. Érdemes a megrendelt súlyhoz fölösleget adni, mert az idősebbek visszaszállnak, és a mézhólyag tartalmából fogyasztanak a méhek az úton. Az akácon megerősödött családoktól egyenként 1 kg méh söpörhető.
Ha a méhek már együtt vannak, beadják az élelmet, a gyűjtőt bezárják, és pincézik. 12 óra múlva az anya beadható kirágós kalitkában, ahol a dugót mézes-cukros lepény adja. Először a földhöz koppintják a ládát, majd vagy belógatják a kalitkát, vagy a rajszállító fedelének hasítékában rögzítik. A rajt tovább pincézik és etetik még egy teljes napig. Ezalatt a méhek összeszoknak, és egy családot alkotnak. Ezután kaptárba telepíthetők.

### Befogott söpörtraj
Ez a módszer közelíti meg a legjobban a természetes rajzást. A söpörtrajt a pincézés után a földre terített lepedőre rázzák. Ha a raj felszáll, és egy fürtben telepszik meg, akkor az összeszoktatás sikeres. Az a hely a legalkalmasabb, ahol alacsonyak a fák és a bokrok, a raj nem telepedhet meg túl magasan. A raj hangulata olyan, mint a természetes rajé. Hátránya, hogy ezt a rajt be kell fogni.
Készítése annyiban hasonlít az előzőhöz, hogy először összesöprik a méheket, majd összerázzák és összefüstölik őket. Ekkor az anya szabadon bebocsátható. Még egy füstölés következik, majd pincézik őket egy-két napig, és lyukacsos etetőből etetik őket. 

### Röpítettraj
A röpítettraj egy család kijáró méheiből készül visszaröpítéssel, vagy több családéiból összeröpítéssel. Legjobban élénk röpködéskor sikerül. Az anyacsaládot vagy anyacsaládokat 3-4 napig itatni kell. Közvetlenül főhordás után van a legjobb ideje, mert ekkor az öreg gyűjtőméhek viasztermelése is jobban beindul.
Örösi nem javasolja, hogy a mesterséges rajok maguk neveljenek anyát fiasításból, mert ezzel sok időt veszítenek. A röpítettrajban kevés a fiatal, ezért a raj elnéptelenedik, mire anyja lesz. Addig még az építkezés is gyengén halad. Ha bölcsővel anyásítják, akkor bölcsős röpítettraj, ha kirágós kalitkával beadott anyával, akkor anyás röpítettraj.
A röpítések módszerbeli hiányossága, hogy a rajból hiányoznak a fiatalok. Ezen segít a fészkes röpítettraj, amihez egy másik családtól méhek nélkül fiasításos lépeket vesznek el, és melléjük teszik az új család leendő anyját kalitkában. Az anyát a gyűjtőméhek szabadítják ki. Ha a fiasítás megfelelő korú, akkor az új család a petézés hosszabb szünetét is elbírja, tehát nevelhet magának anyát. A röpítettraj mérete nem szabályozható, mert nem a méhész döntésén múlik.

### Szétválóraj
A kaptárt kettéosztják, és a méhekre bízzák, hogy hogyan oszlanak meg. A méhek egy darabig átjárón át közlekedhetnek a két rész között. Aztán a két részt deszkával választják ketté, és az anyátlan részt anyásítják. A méhész ennek a méretét sem tudja szabályozni, de ha a két rész egyenlő, akkor arányos megoszlásra számíthat.
Szokták úgy készíteni, hogy nem egyenlően osztják ketté a kaptárat. A 24 keretes kaptárban anyaráccsal elkülönítenek egy 6 keretes részt úgy, hogy a méhek átjárhassanak. Ide teszik át az anyát azzal a kerettel, amin találták, a többi helyet műléppel töltik ki. Az anyás keretet is műléppel pótolják. A fiatalok az anyát követik. Ha jó a hordás, akkor itt kiépül a fészek, és a kis raj gyarapodni kezd. Eleinte hagyják, hogy a nagy rész mézraktárából is fogyasszanak, de 9 nap múlva az anyarácsot deszkára cserélik, és a két rész külön családdá válik. A nagy rész közben anyanevelésbe kezd; a maga nevelte anya helyett más családból származó anya is adható. A kis részből az új családot átköltöztetik egy nagyobb kaptárba, hogy legyen elég helye. Ha rossz a hordás, akkor nem különítik el őket, hanem akár együtt is telelhetnek.
Rakodókaptárban a fészek lépjeit méhek nélkül átteszik egy másik fiókba, és a fészket műléppel töltik meg. Anyarácsot tesznek rá, majd rárakják a mézkamrát, és arra a fiasításos fiókot. Ide húzódik az ifjúság egy része etetni és melengetni. Egy hét múlva elveszik a fiókot, és egy új családot alapoznak meg vele. Ez amerikai módszerként ismert. Hátránya, hogy a lesöprés munkaigényes, és a fiasítás gondozása is megszakad egy időre. Előnye, hogy nem kell anyát keresni.

## Gondozása
A mesterséges rajokat rendszeresen ellenőrizni kell, mint minden családot. Ellenőrizni kell az anyát, az építkezést, és az élelmet. Szükség esetén a nép kisegíthető fedett fiasítással vagy hozzárázott és hozzáfüstölt méhekkel. A lépek kiegészíthetők műléppel. Ha kevés az élelem, akkor etetni is kell. A műlépre söpört rajt gyorsan fel lehet fejleszteni, ha folyamatosan és bőven etetik.

## A raj eladása
A mesterséges raj szerepe különösen nagy azoknál a méhészeteknél, amelyek rajeladásból élnek. Mivel több módszer is lehetővé teszi, a vevő kikötheti a raj súlyát és készítésének idejét. A rajnevelő már jó előre felkészül a rajkészítésre. Serkentő etetéssel felduzzasztja a családjait, hogy legyen elegendő méh a rajokhoz. Megfelelő mennyiségű anyát neveltet. A kívánt idő előtt nem sokkal elkészíti a söpörtrajokat. Rajszállító ládát és a besöpréshez tölcsért használ. A rajszállító oldalán rostaszövet biztosítja a légcserét a raj szállítása közben.
Az otthon alkalmazott módszerhez képest különbség, hogy a pince helyett a méhek útközben szoknak össze, az anyát pedig a megrendelőnek kell kiszabadítania. Ha az út hosszú, több napos, akkor mégis inkább lehetővé teszik az anya szabadulását. Besöprés előtt várnak, hogy az öregebb méhek elrepüljenek. A megrendeltnél 20-25%-kal nehezebbet készítenek, de ha az út napokig tart, akár 30-40%-kal nehezebbre is kell készíteni, mert a méhek a mézgyomrukban raktározott tartalékból fogyasztanak. Mindez azonban csak permetezés nélkül irányadó, mert amellett, hogy a méhek jámborabbakká válnak a permetezéstől, ideiglenesen a súlyuk is megnő.
A mézgyomorban levő tartalék 3 napig elegendő. Hosszabb útra útravalót kell adni. Az Amerikai Egyesült Államokban az útravaló szörp 1:1 arányú. Bádogdobozba teszik, és X alakú deszkával rögzítik. A méhek ide telepednek fogyasztani az eleségből, amit kis lyukakon szívogathatnak.
A rajt rendszerint súlya szerint fizettetik meg. Egyes helyeken szokás, hogy az anyát külön fizetik.